# Kruševo (gmina Prijepolje)
Kruševo (cyr. Крушево) – wieś w Serbii, w okręgu zlatiborskim, w gminie Prijepolje. W 2011 roku liczyła 26 mieszkańców.